# اراس ايدن
آراس ايدن ممثل تركي ولد بمدينة اسكي شهير، تركيا، تخرج في جامعة إسطنبول. وكان أول ظهور له على شاشات التلفزيون سنة 2012م، ثم توالت الأعمال التلفزيونية والتي حصل فيها على دور البطولة سريعاً.

## مشواره الفني
بدأ مشواره الفني سنة 2010م حيث لعب دورا في مسلسل المدرس كمال، كان دورا صغيرا، حصل على دورا رئيسيا في مسلسل موسم الكرز سنة 2014– 2015م، حصل على شهرة سريعا بسبب موهبته الكبيرة، ثم حصل على دورا رئيسيا في مسلسل لسنا أبرياء عام 2018م، وتم طرح أولى حلقاته ويتم عرضه على قناة Fox التركية.

## أعماله
- مسلسل أحب كل الصعاب سنة 2015– 2016م،
- مسلسل أرجوك لننفصل سنة 2016م،
- مسلسل تبقى محفوظة سنة 2014م،
- مسلسل موسم الكرز سنة 2014-2015م
- مسلسل المعلمين سنة 2010م في دور (كمال)،
- مسلسل العشق عناد سنة 2016م في دور (بولات)
- مسلسل الرحمة هيل سنة 2012 حتى 2014م.
- مسلسل سرنا نحن الاثنان سنة 2021 (سيد ألب)
- مسلسل وعد شرف 2020
- مسلسل الخيانة من 2022 بدور بيهرام ديجليلي
- فيلم ينقسم الناس الى نصفين 2020 الى جانب بورجو بيرجيك و بينار دينيز
- مسلسل قلب اسود سنة 2024 (نوح)